# Druckversuch
Der Druckversuch ist von der Kraftrichtung her gesehen die Umkehrung des Zugversuches und wird hauptsächlich eingesetzt zur Bestimmung der Fließkurven spröder Baustoffe und Metalle – beispielsweise von Gusseisen.
Weitere Anwendung von Druckversuchen ist die Messung der Brisanz von Sprengstoffen nach Heß/Kast mittels Stauchversuch.

## Versuchsarten

### Zylinderstauchversuch

Druckversuch schematisch

Zur Prüfung metallischer Werkstoffe werden im Zylinderstauchversuch zylindrische Proben mit einem Verhältnis von Höhe (h0) und Durchmesser (d0) von 1 bis 2 verwendet:
{\displaystyle 1\leq {\frac {h_{0}}{d_{0}}}\leq 2}.
Bei Lagermetallen wird ein Durchmesser von 20 mm verwendet, das Verhältnis muss 1 betragen:
{\displaystyle {\frac {h_{0}}{d_{0}}}=1,0\qquad h_{0}=20\,{\text{mm}}}
Bei Stählen wird ein Durchmesser von 10 bis 30 mm verwendet, das Verhältnis muss 1,5 betragen:
{\displaystyle {\frac {h_{0}}{d_{0}}}=1,5\qquad h_{0}=15\dots 45\,{\text{mm}}}
Bei Baustoffen kommen würfelförmige Proben zum Einsatz.

### Kraftversuch
Beim Kraftversuch werden die Proben (Querschnittsfläche {\displaystyle S_{0}}) mit stetig ansteigender Kraft zwischen zwei parallelen Druckplatten belastet. Die Belastung wird so lange erhöht, bis es
- bei spröden Werkstoffen zum Bruch kommt
- bei duktilen Werkstoffen zu einem Anriss auf der Oberfläche kommt
- wenn eine vereinbarte Gesamtstauchung {\displaystyle \varepsilon _{dt}} erreicht ist (s. u.).

Die dabei aufgebrachte Kraft {\displaystyle F_{B}} wird ermittelt und daraus die Druckfestigkeit in N/mm² bestimmt:
{\displaystyle \sigma _{dB}={\frac {F_{B}}{S_{0}}}.}
Ist bei einem verformbaren Werkstoff eine Stauchung von 50 % eingetreten
{\displaystyle \varepsilon _{dt}={\frac {\Delta L}{L_{0}}}=50\,\%,}
so wird der Versuch abgebrochen. Die Druckfestigkeit wird dann angegeben mit
{\displaystyle \sigma _{d50}={\frac {F_{50}}{S_{0}}}.}
Bei Baustoffen und Holz wird meistens {\displaystyle \sigma _{d10}} bestimmt.
Das Spannungs-Dehnungs-Diagramm des Druckversuchs von metallischen Werkstoffen zeigt am Übergang von vorwiegend elastischer Verformung zur überwiegend plastischen Verformung meist eine Unstetigkeit auf. Diese wird Quetschgrenze {\displaystyle \sigma _{dF}} genannt und entspricht der Streckgrenze im Zugversuch. Weist die Kurve diese Unstetigkeit nicht auf, so kann bei Bedarf die technische Stauchgrenze {\displaystyle \sigma _{0,2}} bestimmt werden.
Die umgekehrte Kraftrichtung zum Zugversuch darf jedoch nicht über prinzipielle Unterschiede hinwegtäuschen. So behindert die zwischen der Probe und den Druckplatten auftretende Reibung die Verformung der Proben, es kommt somit zu einer tonnenförmigen Ausbauchung (engl.: barreling). Es liegt keine Gleichmaßstauchung und keine der Einschnürung im Zugversuch analoge Ausbauchung vor. Die Verformungsbehinderung setzt sich kegelförmig ins Probeninnere fort, weshalb nur ein Teil des Probenvolumens plastisch verformt wird (vgl. Abbildung).

### Druckversuch nach Rastegajew
Der Druckversuch nach Rastegajew, manchmal auch englisch Rastegaev geschrieben, ist ein Verfahren der Werkstoffprüfung. Hierbei wird eine Stauchprobe an beiden Stirnflächen mit einer kleinen Topfbohrung versehen. Diese Bohrung wird mit einem Schmiermittel – beispielsweise ein Fett oder handelsübliche Vaseline – gefüllt. Wird die Probe im Versuch gestaucht, verringert das Schmiermittel die Reibung zwischen der Probe und den Kontaktflächen der Prüfmaschine, Stempel und Aufstandsfläche (im Bild die Druckplatten) auf ein Minimum. Da sich die Kontaktflächen der Probe fast ungehindert vergrößern können, wird ein „Ausbauchen“ der Probe nahezu verhindert und es ist möglich, die wahre Druckspannung während des Versuchs zu messen.